# 한국 현대시의 역사
한국 현대시는 근대시라고도 명명되며, 정형시의 율격을 벗어난 자유시와 산문시를 말한다. 한국 현대시사는 1910년대부터 

## 1900
1940년대에는 일본의 조선에 대한 제국주의와 식민지화가 극대화 된 시기로 우리 민족의 가장 혹독한 시련기였다. 이 시기에 일제 총동 정치는 문인들에게 문필보국의 명분을 내세워 조직적으로 친일 문학을 강요하였으며, 백철과 같은 사람은 이 시기를 일컬어 '암흑기'라고 규정하였다. 이런 상황에서 한국 문인이 취할 수 있는 길은 세 가지였다. 첫째, 일제에 굴복하여 친일 문학을 창작하는 길, 둘째, 일제와 맞서 싸우며 일제에 저항하는 시를 쓰는 길, 세 번째는 문학 그 자체 속에 칩거하며 절필을 하는 길이다. 대부분의 시인들은 일제의 강요에 못이겨서 혹은 자발적으로 친일을 하였으며, 일부의 시인만이 절필을 함으로써 소극적으로나마 일제에 저항하였다.
먼저 친일시인들은 국민시라는 친일 문학을 창작하였다. 이러한 국민시의 요건에 따라 시 창작활동을 한 시인들로는 '군복 깊는 각씨네'를 쓴 김동환, '부인노동대'를 쓴 노천명, '서양의 여인들'을 쓴 모윤숙, 그리고 '무제'를 쓴 서정주가 있다.
저항시를 쓴 저항시인으로는 이육사와 이상화, 심훈이 있다. 이육사는 겉으로 드러나는 저항시보다는 시 안에 조선인의 정신과 기개를 담아내었다. 심훈은 '그날이 오면'에서 일제의 식민지배에서 벗어나는 그날이 오면 환희에 찰 자신의 모습을 시로 그려냈다. 윤동주는 등단하지 못한 학생문사이다. 그는 적극적인 저항시인으로 평가되기는 어렵지만, 몇몇 평론가들은 그의 시에서 보이는 식민지 시인으로서의 혼란스러운 모습을 저항시인으로서의 면모로 평가하기도 한다.
마지막으로 해당 시기에 절필을 한 시인으로는 박남수, 허민, 박두진, 조지훈 등이 있다. 몇몇의 평론가들은 윤동주를 저항시인이 아닌 절필 시인으로 보기도 한다.
암흑기에 민족시만이 아닌 순수시 또한 존재했다는 의견도 있다. 암흑기의 순수시는 세 가지 유형으로 나타난다 첫째는 일제 국민시에 참여하지 않고 순수시만 창작한 경우로, 시인과 작품으로는 윤곤강의 '공작송', 박목월의 '월야' 등이 있다. 둘째는 일제 국민시에 참여하면서 한 편으로 순수시를 창작한 경우로, 시인과 작품으로는 서정주의 '거북이', 임학수의 '염소'등이 있다. 마지막 경우는 절필을 한 경우이다. 그러나 이러한 암흑기의 순수시는 극히 예외적이기 때문에 이에 대한 의견에는 이견이 있을 수 있다.
1945년 광복이후에는 해방기의 시라고 불리며, 한국 현대시는 많은 변화를 맞이한다. 이 시기는 정치적인 상황이 매우 급변했기 때문에 문인들 또한 정치적인 상황에 맞춰서 남쪽이나 북쪽 중 한 가지를 선택하지 않을 수 없었다. 이런 상황에서 우리 시단에는 정치주의 시들이 창작되었다. 그 중에서도 특히 자신들을 인민민주주의 국가 건설의 선전, 선동가로 자처했던 일명 좌파계열의 시인들의 경우가 한층 격렬하였다. 그러나 이윽고 좌파계열의 사회운동들이 제제를 받으며 국가적으로 금지되기 시작한다. 사회운동의 제재로 인해 사회운동으로서 시를 향유하던 좌파계열의 시인들은 월북 등의 방법을 택하며 남한 땅에서 사라진다. 대표적인 좌파계열의 시인으로는 카프의 활동 시인인 임화와 오장환, 유진오가 있다. 임화와 이용악, 오장환은 북으로 가는 길에 실종되었으며, 유진오는 지리산으로 간 이후 실종되었다.
사회운동의 금지에 따른 좌파계열 시인들의 부재로 한국 현대시에 공백기가 등장한다.이때 그 공백을 채운 시인들이 청록파 시인들이다. 청록파는 1930년대 순수 서정시파의 생명파에 이어 등장한 시파이다. 청록파 시인들은 <문장>잡지의 인사권을 갖고 있던 정지용에게 추천을 받아 등단한 시인들로 자연의 의미를 탐구한 일련의 자연시인들이었다. 청록파 시인에는 자연탐구 작품으로 평가받는 '승무'를 쓴 조지훈과 '나그네'를 쓴 자연을 객관적이며 서경적으로 바라본 박목월, 자연을 통해 생명의 율동을 확인한 '해'를 쓴 박두진이 있다.
1970~1980년대에는 이들과는 또 다른 새로운 도시적 감수성을 지닌 일군의 젊은 시인들이 등장하였다. 이들은 모더니즘적인 경향을 추구하였으며, "새로운 도시와 시민들의 합창"이라는 문예지를 발간하였다. 대표 시인으로는 조향, 박인환, 김수영, 김규동 등이 있다. 또한, 김춘수, 조병화, 김윤성, 정한모 등과 같은 다양한 개성의 젊은 서정시인들이 등장했다. 이들의 시적 소재는 각기 달랐으나, 인생과 생활을 서정적으로 인식하고자 했다는 점에서는 앞선 경향과는 다른 그들만의 동일한 경향이 보인다.
1990년대에는 권위주의의 청산에 따른 시대적 배경의 변화가 시에서도 나타나게 된다. 1990년대의 시의 지배적 유파는 다섯 갈래로 나뉜다.
먼저, 서정시 경향이다. 여기서 말하는 서정시는 파격적이고 실험적인 유형의 서정단시가 아니라, 관습적인 서정시의 틀을 지향하고 서정성을 강조하는 유형의 서정단시이다. 그런 의미에서 모더니즘이나 민중시, 생태주의 시, 여성주의 시들 또한 서정시 계열에 포함될 수 있으나, 구체적인 특성에서의 차이로 인해 분류된다. 서정춘, 손택수, 박형준, 박현수 등의 시인이 여기에 속한다.
두 번째로 아방가르드 및 포스트 모더니즘의 경향이다. 이전의 아방가르드와 모더니즘은 전혀 다른 사조였는데, 1990년대에 이르면서 모더니즘은 문학사 속으로 사라지고, 아방가르드는 포스트모더니즘으로 흡수된다. 당시의 포스트모더니즘은 두 가지 경향으로 나눌 수 있다. 첫 번째는 과격한 실험을 통해 무의미한 세계를 지향한 갈래로, 해당 시인으로는 김요일, 김백겸, 황병승 등이 속한다.  두 번째는 나름의 의미만큼은 지키려고 한 갈래로, 해당 시인으로는 함민복, 김경주, 김선우 등이 속한다.
세 번째로 민중시 경향이다. 1990년대는 권위주의의 청산으로 민중시가 많이 창작되거나 옹호되는 환경이 아니었다. 그럼에도 몇몇의 젊은 시인들은 민중시를 창작하였는데, 이는 몇 가지 특징을 드러냈다. 먼저, 더 이상 사회주의의 이념을 공개적으로 이야기하지 않았고, 자신이 자생적 공생주자임을 선언하지 않았다. 다음으로 반독재 민주항쟁이라는 깃발을 내렸다. 마지막으로 민중시의 주된 관심이 정치적인 문제보다는 노사갈등과 관련한 문제 등으로 그 시선을 돌렸다. 해당 시인으로는 송경동, 맹문재, 조기조 등이 있다.
네 번째로 생태시 경향이다. 생태시인이란 일반 시인들 중 특별이 생태에 관해 관심을 가진 몇몇의 시인들을 가리키는 말로, 이형기, 오세영, 김지하 등의 시인이 있다.
마지막으로 여성주의 시들이 창작되는 경향을 보였다. 여성주의 시들 또한 생태시와 마찬가지로 여성문제에 대해 관심을 가진 몇몇의 시인들에 의해 향유되었다. 해당 시인으로는 김승희, 강은교, 나희덕 등이 있다.

## 2000년대
2000년대에는 미래파 시인 등이 등장하며 현대시의 흐름을 이어가고 있다.
2020년 은하신 이라는 가명으로 등단한 안준혁 시인의 학창시절의 고민을 진정성 있게 쓴 시가 큰 열풍을 일으키는 등 다양한 소재의 시가 다양한 세대로 전파되는 모습을 보인다.

## 참고 문헌
- 조동일 외 6명, 《한국문학강의》, 길벗, 2015년.
- 김혜니, 《한국 현대시문학사연구》, 국학자료원, 2002년.
- 문혜원, 《한국 현대시와 모더니즘》, 신구문학사, 1996년.
- 정한모, 〈한국 현대시 개관〉.
- 오하근, 〈시 작품 해석의 오류〉.